# Краус, Франц (офицер СС)
Франц Ксавьер Краус (нем. Franz Xaver Kraus; 27 сентября 1903, Мюнхен, Германская империя — 24 января 1948, Краков, ПНР) — штурмбаннфюрер СС, начальник административного отдела в различных концентрационных лагерях.

## Биография
Франц Краус родился 27 сентября 1903 года в Мюнхене. Посещал народную школу после чего закончил обучение по специальности продавец спиртных напитков. В 1925 году открыл собственный бизнес, от которого ему в 1931 году пришлось отказаться. 1 января 1931 года вступил в НСДАП (билет № 405816), а 2 ноября 1931 года был зачислен в ряды СС (№ 16299). В начале января 1932 года был принят на работу в Коричневый дом в Мюнхене в расчётный отдел кассы взаимопомощи НСДАП. В августе 1932 года начал административную деятельность при штурмбане СС.
После прихода национал-социалистов к власти Краус занимал пост начальника административного отдела в разных концлагерях: концлагере Эстервеген (с июля по декабрь 1934 года), концлагере Лихтенбург (с декабря 1934 по март 1936 года), концлагере Колумбия (с апреля по ноябрь 1936 года). Впоследствии Краус до конца октября 1939 года был начальником административного отдела концлагеря Заксенхаузен. С 1 ноября 1939 по 1 октября 1941 года был старшим начальником администрации в штабе инспектора концлагерей.
С начала августа 1941 возглавлял хозяйственную инспекцию войск СС в районе «Россия-Центр». В Бреслау Краус руководил военно-хозяйственным лагерем Войск СС.
С целью ликвидации концлагеря Освенцим Краус служил там с декабря 1944 по январь 1945 года. Вероятно, высший руководитель СС и полиции «Юго-Восток» Эрнст-Генрих Шмаузер перевёл Крауса в декабре 1944 года из Бреслау в Освенцим в качестве особого уполномоченного для организации ликвидации лагеря. Краус вместе с другими офицерами СС вёл колонны заключённых из Освенцима в рамках эвакуации лагеря. 20 января 1945 года Шмаузер дал Краусу приказ убить заключённых, которые не были эвакуированы. Краус заявил позже на суде, что 21 января 1945 года он уже покинул лагерь и противился приказу. Возможно, этот план не удалось осуществить в связи с приближавшейся Красной армии. Согласно свидетельским показаниям выживших узников, Краус оставался до 25 января 1945 года в Освенциме и после 20 января 1945 года ещё провёл группу офицеров СС для инспекции лагеря. Кроме того, Краус распорядился взорвать последний крематорий и сам расстреливал многих заключённых в комплексе Биркенау. После своего отъезда  до 17 февраля 1945 года возглавлял пункт связи концлагеря Освенцима в Циттау. Целью этого учреждения была организация перемещения охранников концлагеря Освенцим и, возможно, узников в другие концлагеря, которым не угрожало военное положение.
На Первом освенцимском процессе в Кракове 22 декабря 1947 года был приговорён Верховным национальным трибуналом Польши к смертной казни через повешение. 24 января 1948 года приговор был приведён в исполнение в тюрьме Монтелюпих.